# Референдум в Швейцарии по алкогольной продукции (1930)
Референдум в Швейцарии по алкогольной продукции проходил 6 апреля 1930 года. Конституционный референдум решал вопрос по поправкам к Статьям 31 и 32-бис и добавления Статьи 32-кварта, касающихся алкоголя. Предложение было одобрено 60,6% голосов избирателей и большинством кантонов.

## Избирательная система
Конституционный референдум являлся обязательным и требовал двойного большинства для одобрения: избирателей и кантонов.

## Результаты
| Выбор                                | Общее голосование | Общее голосование | Кантоны | Кантоны | Кантоны |
| Выбор                                | Голосов           | %                 | Полных  | Полу-   | Всего   |
| ------------------------------------ | ----------------- | ----------------- | ------- | ------- | ------- |
| За                                   | 494 248           | 60,6              | 16      | 2       | 17      |
| Против                               | 321 641           | 39,4              | 3       | 4       | 5       |
| Пустых бюллетеней                    | 9 980             | –                 | –       | –       | –       |
| Недействительных бюллетеней          | 1 767             | –                 | –       | –       | –       |
| Всего                                | 827 636           | 100               | 19      | 6       | 22      |
| Зарегистрированных избирателей/ Явка | 1 093 191         | 75,7              | –       | –       | –       |
| Источник: Nohlen & Stöver            |                   |                   |         |         |         |